# Карши чифлик
Карши чифлик или Кючук чифлик (на гръцки: Ξάγναντο, Ксагнато, на катаревуса: Ξάγναντον, Ксагнатон, до 1927 година Καρσί Τσιφλίκ, Карси Цифлик) е село в Република Гърция, разположено на територията на дем Бук (Паранести), област Източна Македония и Тракия.

## География
Селото е разположено на 5 km северно от Бук на 142 m надморска височина.

## История
В края на XIX век Карши чифлик е село в Драмска кааза на Османската империя. Съгласно статистиката на Васил Кънчов („Македония. Етнография и статистика“) към 1900 година Кючук чифлик има 110 жители, от които 50 българи християни и 60 цигани. Според Тодор Симовски селото е турско.
По време на Балканските войни селото е напуснато от жителите си. След Междусъюзническата война попада в Гърция. В 1923 година в него са настанени 17 бежански семейства с 86 души. В 1927 година името на селото е сменено на Ксагнато. Към 1928 година селото е изцяло бежанско със 17 семейства и общо 72 души.
В селото се произвежда тютюн и жито, а заради големите пасища на землището, населението се занимава и със скотовъдство.
| Година    | 1913 | 1920 | 1928 | 1940 | 1951 | 1961 | 1971 | 1981 | 1991 | 2001 | 2011 | 2021 |
| --------- | ---- | ---- | ---- | ---- | ---- | ---- | ---- | ---- | ---- | ---- | ---- | ---- |
| Население |      |      | 86   | 148  | 179  | 160  | 73   | 41   | 95   | 117  | 43   | 37   |